# جوناس إتش إنغرام
جوناس إتش إنغرام (بالإنجليزية: Jonas H. Ingram)‏ هو ضابط أمريكي، ولد في 15 أكتوبر 1886 في جيفرسونفيلي في الولايات المتحدة، وتوفي في 9 سبتمبر 1952 في سان دييغو في الولايات المتحدة بسبب نوبة قلبية.